# واسیلیوسکایا (شهرستان وینوگرادوفسکی، استان آرخانگلسک)
واسیلیوسکایا (به لاتین: Vlasyevskaya) یک منطقهٔ مسکونی در روسیه است که در استان آرخانگلسک واقع شده‌است.